# GeoGebra
GeoGebra — бесплатная кроссплатформенная динамическая математическая программа для всех уровней образования, включающая в себя геометрию, алгебру, таблицы, графы, статистику и арифметику, в одном пакете.
Программа предусматривает возможность работы с функциями (построение графиков, вычисление корней, экстремумов, интегралов и т. д.) за счёт команд встроенного языка (который также позволяет управлять и геометрическими построениями).
Программа написана Маркусом Хохенвартером на языке Java и работает на большом числе операционных систем.
Переведена на 39 языков и в настоящее время активно разрабатывается.
Полностью поддерживает русский язык.

## Возможности

### Построение кривых
- Построение графиков функций {\displaystyle y=f(x)};
- Построение кривых, заданных параметрически в декартовой системе координат: {\displaystyle x=f(t);y=g(t)};
- Построение конических сечений:
  - Коника произвольного вида — по пяти точкам.
  - Окружность:
    - — по центру и точке на ней;
    - — по центру и радиусу;
    - — по трём точкам;

  - Эллипс — по двум фокусам и точке на кривой;
  - Парабола — по фокусу и директрисе;
  - Гипербола — по двум фокусам и точке на кривой.
- Построение геометрического места точек (Локус), зависящих от положения некоторой другой точки, принадлежащей какой-либо кривой или многоугольнику.

### Вычисления
- Действия с матрицами:
  - Сложение, умножение;
  - Транспонирование, инвертирование;
  - Вычисление определителя;
- Вычисления с комплексными числами;
- Нахождение точек пересечения кривых;
- Статистические функции:
  - Вычисление математического ожидания, дисперсии;
  - Вычисление коэффициента корреляции;
- Аппроксимация множества точек кривой заданного вида:
  - полином,
  - экспонента,
  - логарифм,
  - синусоида

### Недостатки
Во время геометрических построений отсутствует возможность стереть произвольный участок построенных элементов.

### Проблемы лицензирования
В 2013 году разработчики GeoGebra выложили "уточнение" лицензии, запрещающее коммерческое использование ПО без соответствующего на то разрешения. Существует мнение, что изменение лицензии было незаконным, поскольку GeoGebra зависит от библиотек, использующих лицензию GPL. По состоянию на 20 января 2022 года проблема не решена, при этом многие дистрибутивы отказались от обновления GeoGebra, оставаясь на последней версии, официально опубликованной под GPL.

### Другие возможности
- Программа позволяет создавать Java-апплеты динамических чертежей для их включения в Веб-страницы.